# La Roca de Tanios
La roca de Tanios es el título de una novela de Amin Maalouf publicada el 8 de septiembre de 1993 por la editorial francesa Grasset que obtuvo el Premio Goncourt el mismo año, en el que también fue traducida al español por la editorial Alianza.

## Reseña
«La roca de Tanios». Transcurre en un pueblo libanés de montaña hacia la mitad del siglo XIX, época en la que se daban graves enfrentamientos entre Egipto y el Imperio Otomano.
El asesinato de un patriarca maronita es usado por el autor para desarrollar la acción en la que se desenlaza su novela entre la leyenda y la realidad histórica de aquel pasado remoto que se asemeja a la más reciente historia de ese país en los años 1960s, en los que se acordó la autonomía libanesa.
En la novela se da un clamor por la reconciliación que también resulta un anacronismo actual (válgase la contradicción). Amin Maalouf narra la vida de Tanios, un muchacho a quien el destino hace enfrentarse a la posibilidad de liberar a su pueblo. Un habitante de la región montañosa de Kfaryabda, la montaña de Líbano, cuenta la vida del personaje central (Tanios) apoyado en las leyendas y la tradición oral del lugar. 
Indiscutiblemente La Roca de Tanios es la novela escrita con base en la militancia política que ejerce su autor en favor de la cordura y la reconciliación, al mismo tiempo que ofrece al lector los rasgos característicos de la identidad nacional libanesa, no sin dejar un mensaje amoroso que sirve de hilo conductor a lo largo de la novela.